# Seamus Blake
Pour les articles homonymes, voir Blake.
Seamus Blake, né le 8 décembre 1970 à Londres (Angleterre), est un saxophoniste ténor et compositeur canadien qui utilise également l'Electronic Wind Instrument.